# Fleurie (AOC)
Pour l’article homonyme, voir Fleurie.
Le fleurie est un vin français d'appellation d'origine contrôlée produit dans le département du Rhône. Vin rouge sec, il est en général fruité.
L'appellation couvre la commune de Fleurie, dans le vignoble du Beaujolais.
Elle est l'un des dix crus de ce vignoble, qui sont du nord au sud : le saint-amour, le juliénas, le chénas, le moulin-à-vent, le fleurie, le chiroubles, le morgon, le régnié, le brouilly et le côte-de-brouilly.

## Histoire
La présence de vigne sur Fleurie est attestée dès 987.
Le fleurie est reconnu par l'Institut national de l'origine et de la qualité (INAO) comme appellation d'origine contrôlée (AOC) depuis le décret du 11 septembre 1936. Le cahier des charges a été dernièrement modifié en octobre 2009, en décembre 2011, en février 2021 et en février 2024.

### Étymologie
Le nom du cru est celui de la commune de production, Fleurie. Le village doit son nom selon la légende à un soldat romain, Florus, bien qu'aucune trace d'occupation pendant la période romaine ne soit attestée, tant au niveau archéologique que bibliographique.

## Vignoble
Le fleurie est produit uniquement sur la commune de Fleurie, dans le département du Rhône, au nord du vignoble du Beaujolais. Les appellations communales voisines sont le moulin-à-vent au nord-est, le chiroubles au sud-ouest et le morgon au sud.
Il y a treize lieux-dits différents : la Madone, Grille-Midi, La Chapelle des Bois, Champagne, La Roilette, etc.
Le vignoble est abrité des vents d'ouest par les monts du Beaujolais et bénéficie d'une exposition sud-est. Il s'étale jusqu'au pied de la chapelle de la Madone, à 425 m d'altitude. 
Selon les Douanes, la superficie revendiquée en 2023 sous l'appellation est de 799 hectares. En 2010, elle était de 855 ha. 

### Géologie et pédologie
Le sous-sol est constitué principalement de formations de granite rose pauvre en micas, appelé granite de Fleurie. Le granite se trouve à des profondeurs différentes sous le sol meuble. Une couche de granite altéré, nommé « saprolite », d’épaisseur variable selon les endroits est logée entre le sol meuble et le socle de granite.
On distingue deux types de sols :
- au-dessus du bourg de Fleurie, sur des coteaux en forte déclivité à l’ouest du village, la vigne s’enracine dans l’arène granitique constituée de petits cailloux roses et dans la roche-mère de granite rose, qui affleure. Les sols sont très sableux et pauvres.
- En-dessous du bourg, la pente s’atténue, la roche-mère est recouverte par des colluvions issues des coteaux. Les sols s’épaississent, s’enrichissent en argiles et en sables fins et limons.

### Climatologie
La station météo de Charnay-lès-Mâcon, près de Mâcon (à 216 mètres d'altitude) est la plus proche de l'aire d'appellation, mais cette station est plus au nord et en bordure de Saône. Ses valeurs climatiques de 1961 à 1990 sont : 
| Mois                              | jan. | fév. | mars  | avril | mai   | juin  | jui.  | août  | sep.  | oct.  | nov. | déc. | année   |
| --------------------------------- | ---- | ---- | ----- | ----- | ----- | ----- | ----- | ----- | ----- | ----- | ---- | ---- | ------- |
| Température minimale moyenne (°C) | −0,6 | 0,7  | 2,5   | 5,2   | 8,9   | 12,3  | 12,4  | 13,9  | 11,1  | 7,5   | 2,9  | 0,1  | 6,6     |
| Température moyenne (°C)          | 2,1  | 4    | 6,8   | 10    | 13,9  | 17,5  | 20,1  | 19,4  | 16,4  | 11,7  | 6    | 2,7  | 10,9    |
| Température maximale moyenne (°C) | 4,9  | 7,3  | 11,1  | 14,8  | 18,9  | 22,8  | 25,7  | 24,9  | 21,7  | 15,9  | 9,1  | 5,3  | 15,2    |
| Ensoleillement (h)                | 56,1 | 87,8 | 146,5 | 185,9 | 211,6 | 249,3 | 288,9 | 250,2 | 202,8 | 124,5 | 68,6 | 52,5 | 1 924,7 |
| Précipitations (mm)               | 66,3 | 60,9 | 58,7  | 69,4  | 85,9  | 74,7  | 58,1  | 77,1  | 75,7  | 71,7  | 72,7 | 70,4 | 841,4   |

### Encépagement

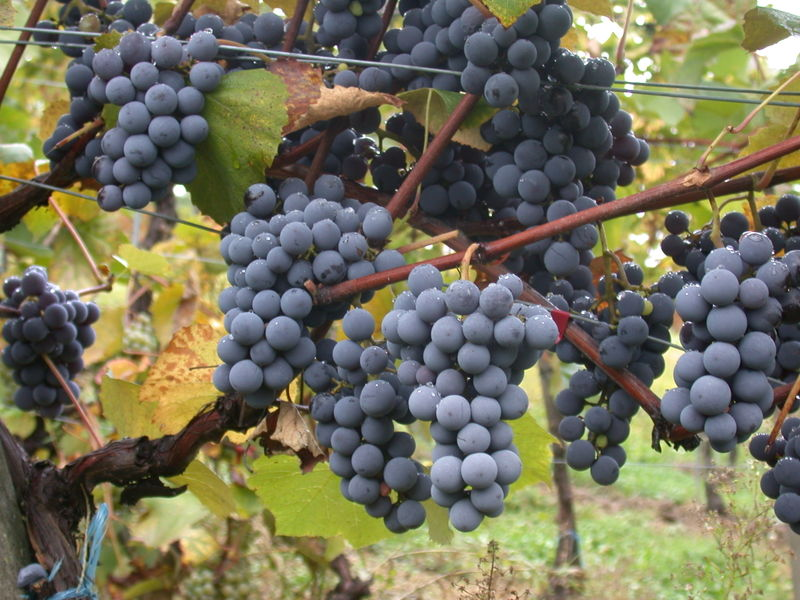
Grappes de gamay N.

Le cépage principal est le gamay noir à jus blanc (N) et rois autres cépages sont autorisés comme cépages accessoires, limités à 15 % au sein de chaque parcelle : l'aligoté B, le chardonnay B et le melon B.
Le gamay est un cépage peu vigoureux, faible mais fertile et dont la production doit être maîtrisée car il a tendance à s'épuiser. Les meilleurs vins de gamay sont obtenus, à l’opposé du pinot noir, sur des sols acides et granitiques. Son débourrement précoce le rend également sensible aux gelées de printemps. Il se montre parfois sensible au millerandage lorsque les conditions climatiques sont défavorables au moment de la floraison. Le gamay présente l’avantage de produire une petite récolte sur les contre-bourgeons. Le vin de gamay possède une couleur rouge nuancée de violet, il est pauvre en tanins et dévoile une bonne acidité. Il possède généralement un caractère fruité (fruits rouges, fruits noirs) mais exprime peu de complexité au niveau aromatique.

### Culture de la vigne

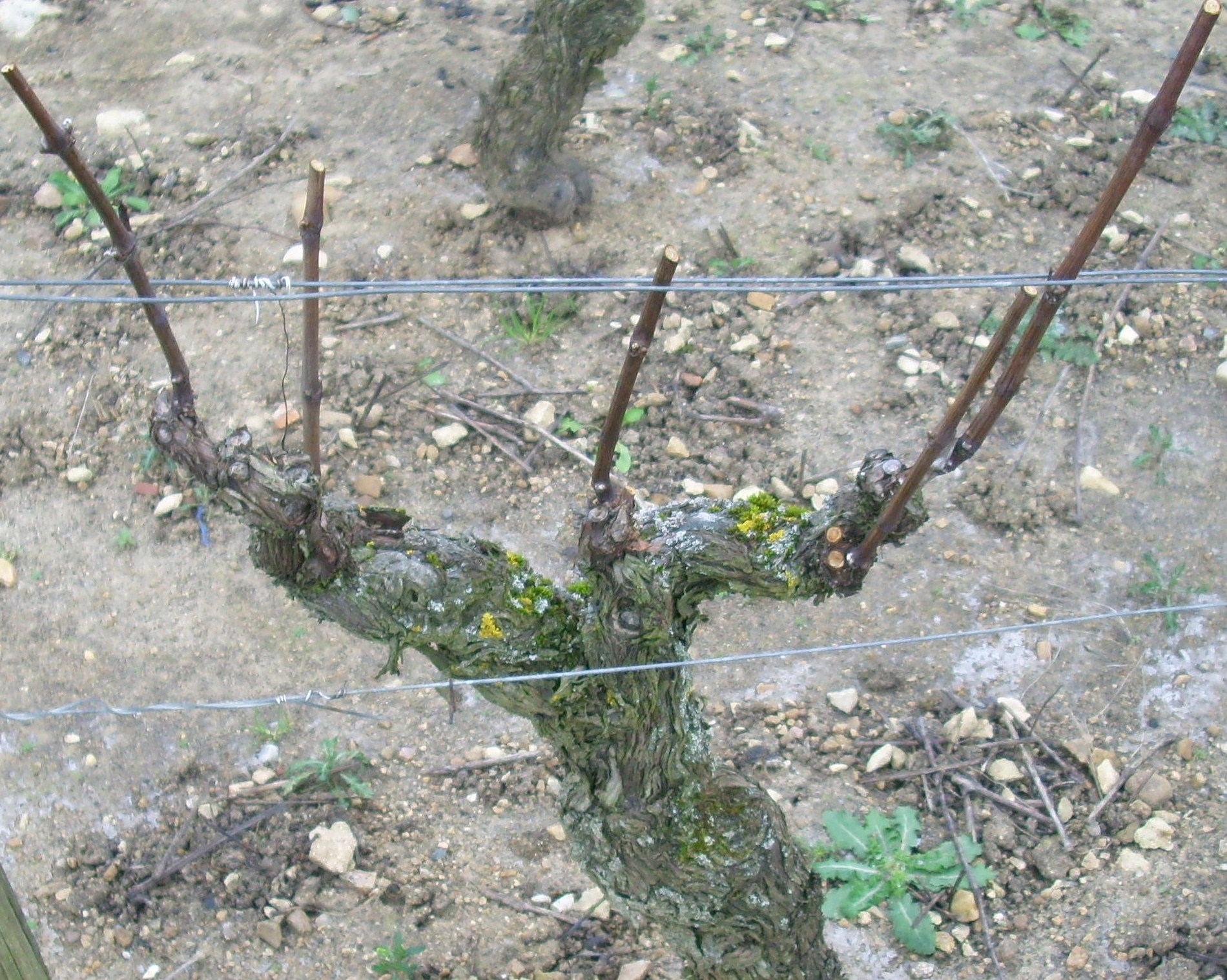
Pied de vigne taillé en gobelet.

La taille est courte, en gobelet, éventail ou cordon, simple, double ou charmet avec 3 à 5 coursons à 1 ou 2 yeux.
La conduite ancienne traditionnelle était en gobelet à densité élevée (entre 9 000 et 11 000 pieds par hectare).
Aujourd'hui, le besoin de mécaniser le vignoble conduit les viticulteurs à planter à densité plus faible, mais supérieure à 6 000 pieds par hectare.
L'écartement entre rangs ne peut excéder 2,3 mètres et entre ceps sur le rang, il doit être au minimum de 0,80 m. Pour les vignes non palissées en gobelet, l'écartement maximum entre rangs ne doit pas excéder 1,5 m. Des allées peuvent être aménagée en arrachant un rang de vigne. L'allée ne doit pas excéder 3 m et doit bénéficier d'un couvert végétal spontané ou semé. Les tournières doivent bénéficier d'un couvert végétal permanent.
La hauteur de feuillage entre la limite inférieure du feuillage et la hauteur de rognage doit dépasser 0,6 fois l'écartement entre rangs et un palissage est obligatoire si l'écartement entre rangs dépasse 1,5 m.
La taille courte est obligatoire. Traditionnellement en gobelet, la taille en cordon ou la taille « charmet » (taille inventée par M. Charmet en sud-Beaujolais, intermédiaire entre la taille en cordon et celle en éventail) sont aujourd'hui pratiquées. La taille est limitée à huit yeux porteurs de grappe après épamprage et un bras à deux yeux peut être ajouté en vue de rajeunir la souche.

### Rendements
Le rendement est limité à un maximum de 56 hectolitres par hectare ; le rendement butoir est de 61 hectolitres par hectare. Le rendement réel est très en-dessous du maximum autorisé par le cahier des charges, par exemple le rendement moyen pour l'ensemble de l'appellation lors des vendanges 2010 est de 45,5 hectolitres par hectare.  
Les données des années récentes sont les suivantes :
| Année | Superficie (ha) | Production (hl) | Rendement (hl/ha) |
| ----- | --------------- | --------------- | ----------------- |
| 2019  | 823             | 36 621          | 45                |
| 2020  | 827             | 41 020          | 50                |
| 2021  | 821             | 31 801          | 39                |
| 2022  | 815             | 32 233          | 40                |
| 2023  | 800             | 39 252          | 49                |
| 2024  | 770             | 28 790          | 37                |

### Vendanges
Les vendanges sont faites à la main, les grappes de raisin devant arriver intactes dans les cuves.
Le premier jour des vendanges (appelé « levée du ban des vendanges ») varie selon la maturité des baies, qui dépend lui-même de l'ensoleillement reçu : les années relativement chaudes les raisins sont vendangés tôt, les années relativement froides les vendanges sont plus tardives.

## Vins
La production déclarée en 2023 a été d'un total de 39 251 hectolitres (un hectolitre = 100 litres = 133 bouteilles de 75 cl). En 2010, elle était de 38 925 hl.

### Vinification et élevage
Le mode de vinification du beaujolais explique beaucoup le type de vins très particulier qui y est produit. On l'appelle la macération carbonique : le raisin est encuvé entier et la cuve est fermée pendant quatre à sept jours. La saturation de la cuve en CO2 empêche les raisins de s'oxyder, les obligeant à un mode de fonctionnement anaérobie. Cet oxyde de carbone est obtenu en faisant d'abord fermenter une partie de la récolte (10 à 30 %) en fond de cuve, foulée et levurée, auquel on rajoute le reste de la récolte dont les grappes doivent être le plus intact possible (non éraflées et non foulées, les baies ne doivent pas être écrasées). Cette évolution à l'intérieur du grain de raisin s'apparente à un début de fermentation : elle produit un peu d'alcool et des précurseurs d'arômes. Ensuite, le raisin est foulé et une fermentation traditionnelle se poursuit.
Pour les dix crus du Beaujolais, surtout pour ceux destinés à être gardés quelques années de plus en bouteille, la vinification est semi-carbonique, à mi-chemin entre la macération carbonique et la vinification bourguignonne. Le raisin est récolté manuellement, encuvé entier sans éraflage. La fermentation débute comme pour une macération carbonique, mais au moment où le marc destiné au primeur est décuvé et pressé, les cuves destinées au vin de garde sont pigées et la macération se poursuit jusqu'à épuisement presque complet des sucres. Le vin est ensuite écoulé, le marc pressé et la fermentation malolactique peut s'enclencher tant que la température n'est pas trop descendue.
Ces procédés favorisent la production de vins peu tanniques, une coloration pas trop soutenue et des arômes fruités.

### Accord mets-vin
Le fleurie est souvent considéré comme le plus féminin des crus ou « reine des crus », ses vins étant réputés pour leur finesse et leur élégance.
On constate des différences notables dans le caractère des vins selon leur lieu-dit de culture. L’attaque d’un fleurie est généralement franche, l’acidité moins élevée et les tanins assouplis. D’une grande rondeur en bouche, ce beaujolais se dégustent en apéritif, avec une viande rouge ou blanche, voire avec une andouillette à la beaujolaise.

## Économie

### Structure des exploitations
La cave coopérative de Fleurie est le premier producteur de l'appellation, gérant un tiers du volume avec 330 adhérents, 350 hectares et environ 17 000 hectolitres par an (y compris les appellations voisines).

### Commercialisation
Les vins bénéficiant de l'appellation peuvent être repliés sur les appellations régionales beaujolaises (beaujolais et beaujolais-villages), mais aussi bourguignonnes, c'est-à-dire qu'ils peuvent être commercialisés sous les appellations bourgogne, coteaux-bourguignons, bourgogne passe-tout-grains, bourgogne aligoté et crémant de Bourgogne (dont l'aire de production s'étend sur le Beaujolais, selon les deux décrets du 16 octobre 2009).

### Liste de producteurs
- Nombre de producteurs : 140